# King Kong Bundy
King Kong Bundy, echte naam Christopher Pallies (Atlantic City (New Jersey), 7 november 1955 – Glassboro, 4 maart 2019), was een Amerikaans professioneel worstelaar en acteur.

## In het worstelen
- Finishers
  - Atlantic City Avalanche
  - Giant elbow drop
  - Big Splash

- Signature moves
  - Body slam
  - Shoulder block

- Managers
  - Jimmy Hart
  - Bobby Heenan

## Prestaties
- AWA Superstars of Wrestling
  - AWA Superstars of Wrestling Heavyweight Championship (1 keer)

- Continental Wrestling Association
  - AWA Southern Heavyweight Championship (1 keer)
  - AWA Southern Tag Team Championship (1 keer met Rick Rude)

- Georgia Championship Wrestling
  - NWA National Tag Team Championship (1 keer met The Masked Superstar)

- Maryland Championship Wrestling
  - MCW Heavyweight Championship (1 keer)

- NWA New York
  - NWA New York Heavyweight Championship (1 keer)

- Top Rope Wrestling
  - TRW Heavyweight Championship (1 keer)

- World Class Championship Wrestling
  - NWA American Heavyweight Championship (2 keer)
  - NWA American Tag Team Championship (2 keer; 1x met Bill Irwin en 1x met Bugsy McGraw)

## Buiten worstelen
De familie Bundy uit de populaire televisieserie Married... with Children zou vernoemd zijn naar zijn alias King Kong Bundy. Hij heeft gefigureerd in de serie als een van Peggy's familieleden (seizoen 2) en als zichzelf (seizoen 10).

## Overlijden
King Kong Bundy overleed in 2019 op 63-jarige leeftijd.